# Museo Nacional de Escritura China
El Museo Nacional de la Escritura China (chino: 中国文字博物馆 ; pinyin: zhōngguó wénzì bówùguǎn), se encuentra en Anyang, en la provincia de Henan, en la República Popular de China. Es un museo consagrado a la recopilación de la historia de la escritura china, y está gestionado por el Ministerio de Cultura China. 

## Historia
En 2001, Wang Yunzhi (王蕴智), investigador de escrituras antiguas en la Universidad de Zhenzhou y oriundo de Henan, creó un Museo de la Escritura China y confió su dirección al entonces primer ministro Li Keqiang (李克强).
El 22 de octubre de 2003, el político Li Changchun (李长春) propuso que el museo se convirtiese en museo nacional.
El 12 de noviembre de 2005, el Consejo de Estado de la República Popular China comunicó al gobierno provincial de Henan la aprobación del proyecto de construcción del museo bajo la denominación de Museo de Henan de la Escritura China (河南中国文字博物馆).
El Museo Nacional de la Escritura China abre finalmente sus puertas el 16 de noviembre de 2009.

## Exposición
En el Museo Nacional de la Escritura China se pueden encontrar todos los estadios de la evolución de la escritura china, desde los primeros vestigios encontrados hasta la actualidad ordenados cronológicamente.
Se pueden ver las escápulas de animales (principalmente bueyes) y partes ventrales de caparazones de tortugas o plastrones en los que fueron tallados caracteres chinos, empleados en rituales adivinatorios de piromancia, que se estima que datan de la época de la Dinastía Shang (1300-1046 a. C.). Este tipo de escritura se denomina escritura en huesos oraculares o 甲骨文 jiǎgǔwén.
Se pueden encontrar tallas de caracteres en armas y herramientas de bronce de diversa índole, así como tablillas de bambú que se unían mediante cuerdas para crear un texto legible. 
Existe un apartado en el que se habla también de la caligrafía de la escritura china y de los diversos métodos de escritura, desde la escritura de sello hasta la escritura de hierba. 
También se encuentra la clasificación de los caracteres realizada por el erudito Xu Sheng (许慎) en la dinastía Han en su Diccionario Analítico de Caracteres (说文解字 Shuōwén Jiězì): pictográficos, asociativos, indicativos, pictofonéticos, préstamos y caracteres con componentes compartidos. 
Otra parte de la exposición incluye las lenguas de las distintas etnias chinas y sus escrituras y un apartado destinado a exponer los distintos materiales creados para el aprendizaje de la escritura china, junto a otros escritos como los que atestiguan la simplificación de la escritura china.
En el museo también hay una parte dedicada a la imprenta china y al novedoso sistema de caracteres movibles ideado por Bi Sheng (毕昇). Este sistema consistía en poder colocar sobre una plancha metálica distintos caracteres hechos de arcilla que podían quitarse y reutilizarse en otra ocasión. En esta parte se habla también de cómo hoy en día los softwares permiten poder escribir en caracteres chinos en los distintos soportes electrónicos y cómo ha sido el proceso para hacerlo posible.